# Cirolana oreonota
Cirolana oreonota är en kräftdjursart som beskrevs av Bruce 1986. Cirolana oreonota ingår i släktet Cirolana och familjen Cirolanidae. Inga underarter finns listade i Catalogue of Life.